# Eleazar Sukenik

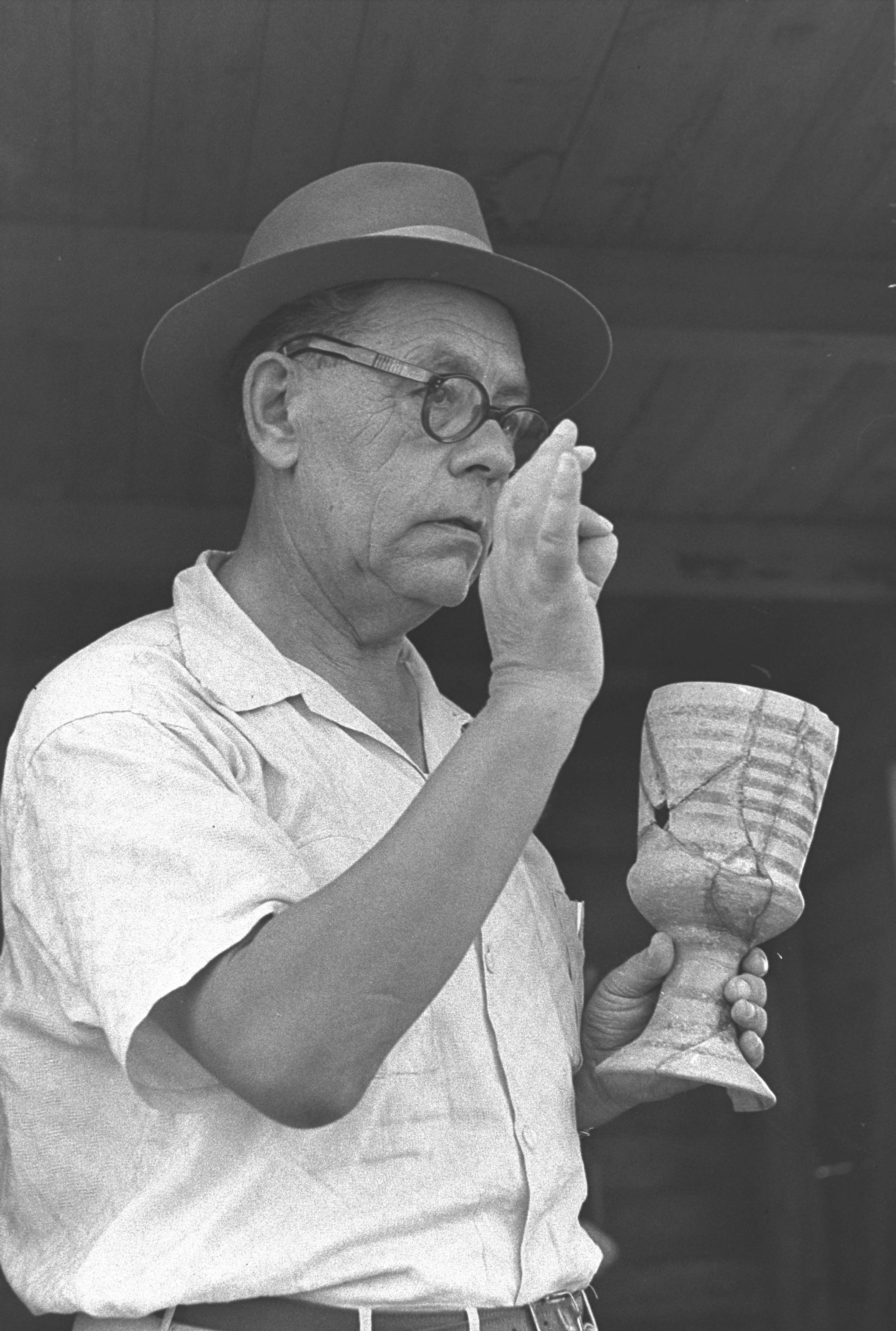
Eleazar Sukenik w 1951

Eleazar Lipa Sukenik (ur. 12 sierpnia 1889, zm. 28 lutego 1953) – żydowski archeolog i profesor Uniwersytetu Hebrajskiego w Jerozolimie.

## Dzieciństwo i młodość
Eleazar urodził się w 1889 roku w Białymstoku. Był ateistą. W 1911 roku wyemigrował do Palestyny w Imperium osmańskim. Pracował jako nauczyciel w szkole i przewodnik turystów. W 1913 roku wziął udział w tzw. „wojnie języków”, która była dyskusją na temat tego, jaki język powinien być nauczany w żydowskich szkołach w Palestynie. Wspierająca żydowskie osadnictwo agencja niemieckich Żydów Deutscher Juden uważała, że oficjalnym językiem w szkołach powinien być język niemiecki. Wywołało to publiczne oburzenie wszystkich tych, którzy uważali, że jedynym językiem używanym przez Żydów w Ziemi Izraela może być tylko język hebrajski. Problem był nie tylko natury ideologicznej, ponieważ w hebrajskim brakowało nowoczesnych terminów technicznych.

## Kariera wojskowa
Gdy podczas I wojny światowej w 1917 brytyjska armia wyparła Turków z Bliskiego Wschodu, Eleazar wstąpił jako ochotnik do Legionu Żydowskiego.

## Kariera naukowa
W okresie międzywojennym Sukenik studiował na Uniwersytecie Humboldta w Berlinie, a w 1926 uzyskał stopień naukowy doktora w Drofsi College w Filadelfii (obecnie część University of Pennsylvania). Pracę doktorską napisał na temat starożytnych synagog w Ziemi Izraela. Po powrocie do Mandatu Palestyny był pierwszym archeologiem zatrudnionym na Uniwersytecie Hebrajskim w Jerozolimie. W 1938 doprowadził do utworzenia Wydziału Archeologii na Uniwersytecie Hebrajskim. Od samego początku był jego dziekanem. Od samego początku swojej pracy zajmował się wykopaliskami archeologicznymi. Do jego największych odkryć należą: synagoga w Bet Alfa, Hamat Gader i trzeci mur obronny Jerozolimy (z czasów trzeciej Świątyni Jerozolimskiej). Zainicjował gromadzenie kolekcji zabytków judaistycznych.
Ożenił się z Hasją Fejnsod, działaczką na rzecz emancypacji kobiet, którą miał troje dzieci: Jigaela Jadina, ur. w 1917 wojskowego, polityka i archeologa, Jossiego Jadina, aktora (ur. 1920) i Matitjahu Jadina (ur. 1929) pilota wojskowego, który zginął w wojnie o niepodległość w 1948, broniąc Tel Awiwu przed ostrzałem egipskich okrętów.
Gdy w 1947 poproszono go ocenę pierwszych zwojów z Qumran, rozpoznał m.in. księgę Izajasza i docenił ogromne znaczenie tego odkrycia. Pod koniec roku zdołał zakupić trzy z siedmiu odkrytych wówczas zwojów (pozostałe znalazły się w Stanach Zjednoczonych, po latach zakupił je jego syn Jigael Jadin). Do końca życia pracował nad tymi rękopisami. W 1948 opublikował pierwszy artykuł łączący zwoje ze społecznością Esseńczyków. Jego publikacje stały się podstawą późniejszych interpretacji na temat pochodzenia zwojów, nawet jeśli współcześni badacze odrzucają niektóre z jego wniosków.
Po proklamacji niepodległości Izraela Sukenik wszedł w skład komisji opracowującej herb Izraela. Wraz z biblistą Umberto Cassuto opublikował w 1950 Encyklopedię Biblijną. Zmarł w 1953 w Jerozolimie.

## Dzieła
- The Third Wall of Jerusalem: An Account of Excavations. From the Hebrew. University Press, 1930, s. 72.
- Ancient Synagogues in Palestine and Greece. London: Schweich Lectures of the British Academy, 1934. ISBN 0-8115-1272-X. Brak numerów stron w książce
- The Ancient Synagogue of Beth Alpha. An Account of the Excavations conducted on behalf of the Hebrew University, Jerusalem. London: Oxford University Press, 1932. Brak numerów stron w książce
- Samaria-Sebaste Reports of the Work of the Joint Expedition in 1931-1933, and of the British Expedition in 1935. London: 1938, 1942, 1957. Brak numerów stron w książce
- The Dead Sea Scrolls of the Hebrew University. Jerusalem: Magnes Press, Hebrew University, 1955. Brak numerów stron w książce